# Almoloya de Alquisiras
Almoloya de Alquisiras là một đô thị thuộc bang México, México. Năm 2005, dân số của đô thị này là 14196 người.